# Несправжня гадюка звичайна
Несправжня гадюка звичайна (Psammodynastes pulverulentus) — неотруйна змія з роду Несправжня гадюка родини Вужеві. Має 2 підвиди.

## Опис
Загальна довжина досягає 60 см. Голова розширена на кінці, майже трикутна. Тулуб масивний й кремезний. Наділена дуже коротким хвостом. Забарвлення неяскраве, коливається від сірувато-бежевого до темно-коричневого з темними поздовжніми смугами. Зустрічаються яскраво-жовті та цегляно-червоні особини. На голові часто помітний характерний Y-подібний малюнок.

## Спосіб життя
Полюбляє рівнинні тропічні ліси. Активна вночі. Добре лазить, але дотримується переважно нижнього чагарникового ярусу. Харчується ящірками, іноді гдрібними гризунами.
Це яйцекладна змія.

## Розповсюдження
Мешкає від східної Індії, Непалу й південного Китаю до островів Індонезії, включаючи о. Сулавесі.  

## Підвиди
- Psammodynastes pulverulentus papenfussi
- Psammodynastes pulverulentus pulverulentus